# Цяньцзян
Цяньцзян (кит. спр. 潜江市, піньїнь: Qiánjiāng Shì) — місто-повіт прямого підпорядкування у центральнокитайській провінції Хубей.

## Географія
Цяньцзян розташовується у центрально-південній частині провінції.

### Клімат
Місто знаходиться у зоні, котра характеризується вологим субтропічним кліматом. Найтепліший місяць — липень із середньою температурою 28.7 °C (83.7 °F). Найхолодніший місяць — січень, із середньою температурою 4.3 °С (39.7 °F).
| Клімат Цяньцзяна        | Клімат Цяньцзяна | Клімат Цяньцзяна | Клімат Цяньцзяна | Клімат Цяньцзяна | Клімат Цяньцзяна | Клімат Цяньцзяна | Клімат Цяньцзяна | Клімат Цяньцзяна | Клімат Цяньцзяна | Клімат Цяньцзяна | Клімат Цяньцзяна | Клімат Цяньцзяна | Клімат Цяньцзяна |
| Показник                | Січ.             | Лют.             | Бер.             | Квіт.            | Трав.            | Черв.            | Лип.             | Серп.            | Вер.             | Жовт.            | Лист.            | Груд.            | Рік              |
| Середня температура, °C | 4,3              | 5,8              | 10,6             | 16,7             | 21,9             | 25,8             | 28,7             | 28,4             | 23,5             | 18,1             | 12,1             | 6,3              | 16,9             |
| Норма опадів, мм        | 31.3             | 47.1             | 85.5             | 125.9            | 150.9            | 175.9            | 148.5            | 116.6            | 80.7             | 80.1             | 54.5             | 28.1             | 1125.1           |
| Днів з опадами          | 10,8             | 11,4             | 14,3             | 15,5             | 14,3             | 12,5             | 11,1             | 10,5             | 11,2             | 12,4             | 11,9             | 10,5             | 146,4            |
| Вологість повітря, %    | 74.3             | 75.3             | 77               | 78.2             | 76.9             | 77.1             | 77.8             | 77.1             | 77.4             | 77.7             | 76.7             | 73.9             | 76.6             |
| ----------------------- | ---------------- | ---------------- | ---------------- | ---------------- | ---------------- | ---------------- | ---------------- | ---------------- | ---------------- | ---------------- | ---------------- | ---------------- | ---------------- |
| Джерело: Weatherbase    |                  |                  |                  |                  |                  |                  |                  |                  |                  |                  |                  |                  |                  |